# Gerhard Sporken
Gerhard Sporken (* 1960 in Eupen) ist ein belgischer Komponist und Dirigent.

## Leben und Wirken
Gerhard Sporken begann seine Studien am königlichen Konservatorium Lüttich bei Henri Pousseur. Des Weiteren arbeitete Sporken mit Frederic Rzewski, Philippe Boesmans und Patrick Lenfant. Orchesterleitung lernte er bei Julius Kalmar in Wien. Von 1983 bis 2000 war er Professor für Notenlehre, Zeitgenössischer Musik und Musiktheorie am Lütticher Konservatorium, seit 2000 unterrichtet er dort Chorleitung und Chorgesang. Ebenfalls unterrichtet er seit 1980 an der Musikakademie der Deutschsprachigen Gemeinschaft Belgiens. Von 1991 bis 1995 leitete er die Klasse für Chor und Orchesterleitung am Konservatorium der Stadt Luxemburg.
Sein kompositorisches Schaffen ist weitestgehend von elektronischer Musik bestimmt. Als Dirigent arbeitete er mit namhaften Orchestern wie dem Belgischen Nationalorchester, dem Orchestre Philharmonique Royal de Liège, dem Orchestre du Grand Théâtre aus Reims und dem Chor und Orchester der Opéra de Wallonie zusammen. Von 2004 bis Ende 2018 war Sporken Leiter der Kgl. Harmonie Hergenrath.